# 湯原インターチェンジ
湯原インターチェンジ（ゆばらインターチェンジ）は、岡山県真庭市禾津の米子自動車道のインターチェンジである。
2025年（令和7年）2月20日より料金所がETC専用になっている。

## 道路
- E73 米子自動車道（2番）

## 接続する道路
- 国道313号
  - 広島市・岡山市 - 倉吉市・鳥取市間のルートとして重宝されており、高速バスでもメリーバード号 (広島 - 鳥取線)や新倉吉街道エクスプレスなどが湯原ICで乗り降りする。

## 周辺
- 湯原温泉
- 旭川
- 湯原郵便局
- 片岡医院
- 真庭市コミュニティバス（まにわくん♡）禾津局前（片岡医院前）（いなつきょくまえ（かたおかいいんまえ））バス停（国道313号・湯原郵便局前）バス停

## バス停留所
料金所外側に高速道路用のバス停留所（湯原バスストップ）が設けられているが、2019年（令和元年）現在ではこのバス停に停車する高速バスは存在しない。

## 隣
E73 米子自動車道
(1) 久世IC/BS - 上野PA - (2) 湯原IC/BS - 二川BS - 蒜山高原SA - (3) 蒜山IC